# SUPER GTイメージガール
SUPER GTイメージガール（スーパージーティーイメージガール）、旧称・JGTCイメージガールは、SUPER GT（旧全日本GT選手権 (JGTC) ）のPR活動を行っているイメージガールの名称である。グループ数は4人（2010年は8人、2013年は3人）。

## 概要
1999年に結成された『PASSION』が初代GTイメージガールである。毎年ユニットを結成し、サーキットでのPR活動のほか、SUPER GT公式行事の出席や、シーズン毎にリリースされるイメージCDアルバムの中でオリジナル曲を披露するなど、多彩な活動を行っていた。レコード会社エイベックスのイメージガールも兼務するなど、エイベックス色が強いユニットであった。
2002年、その後のプラチナムプロダクション（以下プラチナムと略）所属者グループの草分けでもある『wi☆th』が登場。若槻千夏などを輩出した。翌2003年はスタイルコーポレーション所属の『tiara』に引き継がれるが、前年以上の人気を得るには至らなかった。そして2004年、プラチナム所属者3人を中心とした『vivace』が登場。歴代最高ともいえる人気を獲得した結果、GT終了後に活動を継続。現在の「SHANADOO」へと発展していった。翌2005年の『P-ch!』は4人全員がプラチナム所属者に統一されたが、それ以降はプラチナム所属者に別事務所のメンバーが加わる形態が続き、2010年の『G☆RACE』ではそれまでの倍となる8人編成となった。
2011年より、『sucre』（シュクレ）というレースクイーンユニットが活動開始したこともありSUPER GT本体のイメージガールは一旦廃止状態となったが、2013年に3年ぶりとなるイメージガールが復活、3人体制による『IA GIRL STARS』が起用された。同ユニットは2014年もメンバーを変えて活動していたが、わずか2年で消滅。2015年度は再びイメージガールが存在しない状況となっている。
ちなみに歴代イメージガールで写真集を発表しているのはPASSION2001とwi☆th、vivaceの計3組のみである（wi☆thとvivaceはイメージDVDも発表している）。

## 歴代イメージガール一覧

### 1999年「PASSION」（パッション）
- 山口五和
- 大川伸子
- 越田仁美
- 山中百合子

※エイベックスとのコラボレーションにより、応募総数1,100名の中から選出した。

### 2000年「PASSION2000」
- 石川加奈子
- 山口五和
- 原田梢
- 真崎麻衣

※山口以外メンバーチェンジ。この年にGTの冠スポンサーであるAUTOBACSのロゴと、レコード会社エイベックスのロゴが現在のものに変更された。

### 2001年「PASSION」
- 石川加奈子
- 手塚香織
- 毛利百恵
- 本橋春花

※石川以外メンバーチェンジ。この年をもってPASSIONは解散。

### 2002年「wi☆th」（ウィズ）
- 若槻千夏
- 伊織
- 高杉さとみ（現：高杉さと美）
- 星野加奈

※当時のプラチナムプロダクション所属者で構成。ユニット名は4人の頭文字（若槻= w、伊織= i、高杉= t、星野= h）から取った。また、歴代ユニットで唯一シングル盤をリリースしている（曲名『yourhythmix』）。

### 2003年「tiara」（ティアラ）
- 小笠原美帆
- 橋本紗和
- 朝倉ひさみ
- 坪水恵美

※スタイルコーポレーション所属者で構成。エイベックスがGTイメージガールのプロデュースをしていない唯一の年でもある。

### 2004年「vivace」（ヴィヴァーチェ）
- 福田淳子
- 渋谷千賀
- 福愛美
- 番ことみ

※GT終了後にプラチナム所属の渋谷、福田、福の3人がvivace名義で活動を継続。また後にこの3名に源田マリナを加え、『SHANADOO』としてドイツでのCDデビューを果たした。

### 2005年「P-ch!」（ピーチ）
- 愛川ゆず季
- 相澤仁美
- 渋谷真由
- 清原みゆき

※SUPER GTになって最初のイメージガール。wi☆th以来3年ぶりにプラチナム所属者4人で構成。後に愛川と相澤は『オーパーツ』としてCD「秘密のボンバー」をリリースした。

### 2006年「4☆TUNE」（フォーチュン）
- 丸居沙矢香
- 木口亜矢
- 菊地亜沙美
- 榎並沙知（現：川村えな）

※プラチナム3：フェイスネットワーク1で構成。最年少メンバーだった榎並はその後“川村えな”と改名し現在も活動を続けている。東京都出身メンバーがいない最初のイメージガールユニットでもある。

### 2007年「Shiny」（シャイニー）
- 鈴木礼央奈
- 志摩夕里加
- 佐藤里香（現：さとう里香）
- 丹野友美

※この年の年末にプラチナム所属の鈴木、志摩、さとうの3人がShiny名義でライブを開催した（「Shiny」のこの項も参照）。さとうはこの3年後の2010年にスーパー戦隊シリーズ『天装戦隊ゴセイジャー』に出演し話題となった。

### 2008年「Airy」（エアリー）
- 助川まりえ
- 友稀サナ
- 村岡沙耶香
- ロペス貴子

※10代目はプラチナム所属者が2名（助川、友稀）になる。平成生まれが初めてイメージガールに選出された年でもある。

### 2009年「angelic」（アンジェリック）
- 実はる那
- 花木衣世
- 鈴木咲
- 永井麻央

※プラチナム（鈴木、永井）、ニューゲートプロダクション（花木）、ホリプロ大阪（実）から選出。この年はイメージガール史上初めてユニット名公募が行われ、上記の名前となった。実はHOP CLUBメンバーとして番以来2人目のGTイメージガールとなる。

### 2010年「G☆RACE」（グレース）
（発表時、立ち位置向かって左より）
- 高梨麻衣
- 工藤えみ
- 服部愛（現：竹田愛）
- 新田梢恵
- 中村アン
- 吉田愛璃
- 山崎麻衣
- 菜々緒

※『P-ch!』以来5年ぶりにプラチナムプロダクション所属者に統一された。同年1月17日の東京オートサロン開催中に発表が行われ、過去最多の8人が選出された。

### 2013年「IA GIRL STARS」（イア ガール スターズ）
- 長田麻衣奈
- 石原百恵
- 高橋としみ

※1st PLACEのVOCALOID「IA」とのコラボレーションによるSUPER GTオフィシャルサポーターズソング制作を機にイメージガールに起用された。「IA」を軸にしたクリエイター支援プロジェクト「IA PROJECT」によるもので、イメージガールとしては初起用だが、2012年にはSARDとのコラボレーションでレースクイーンとして参加している。当初は長田と石原の2人だったが、第2戦からは高橋が加わり3人体制となる。現時点で歴代のGTイメージガールとしては最少人数編成となっている。

### 2014年「IA GIRL STARS」（イア ガール スターズ）
- aco（田尻晶子）
- ayaka（福園彩花）
- aika（加藤愛香）
- ami（大矢亜美）

※前年から引き続き「IA」とのコラボレーションの一環でのイメージガールとなったが、メンバーは一新されている。メンバーは4人とも東京ヤクルトスワローズの公式ダンスパフォーマンスチーム「Passion」のメンバー経験がある。またイメージガール全員が平成生まれに統一されたのも史上初となった。

## SUPER GTマレーシアラウンドイメージガール

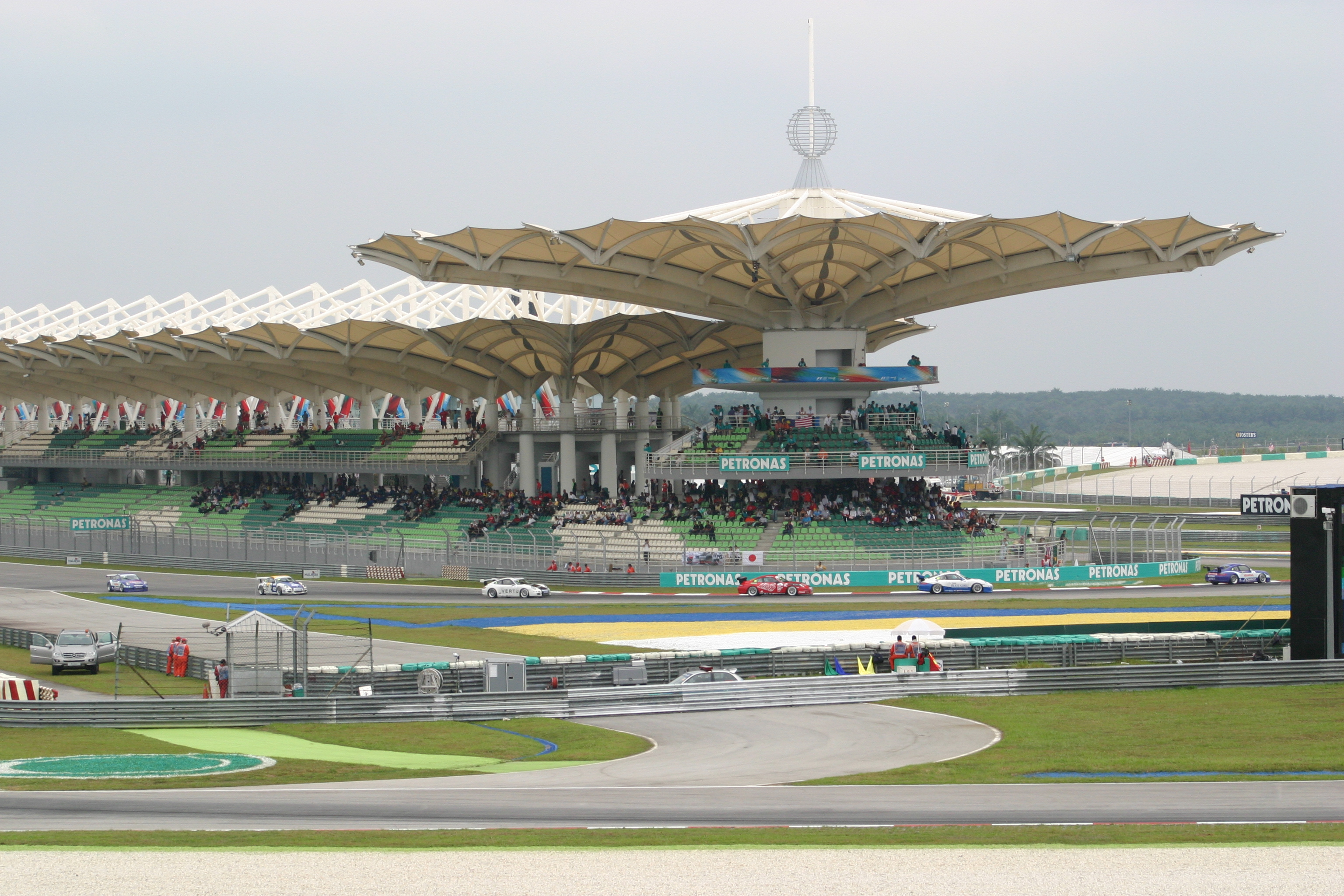
毎年6月にSUPER GTレースが行われていたセパン・インターナショナル・サーキット（マレーシア・セパン）

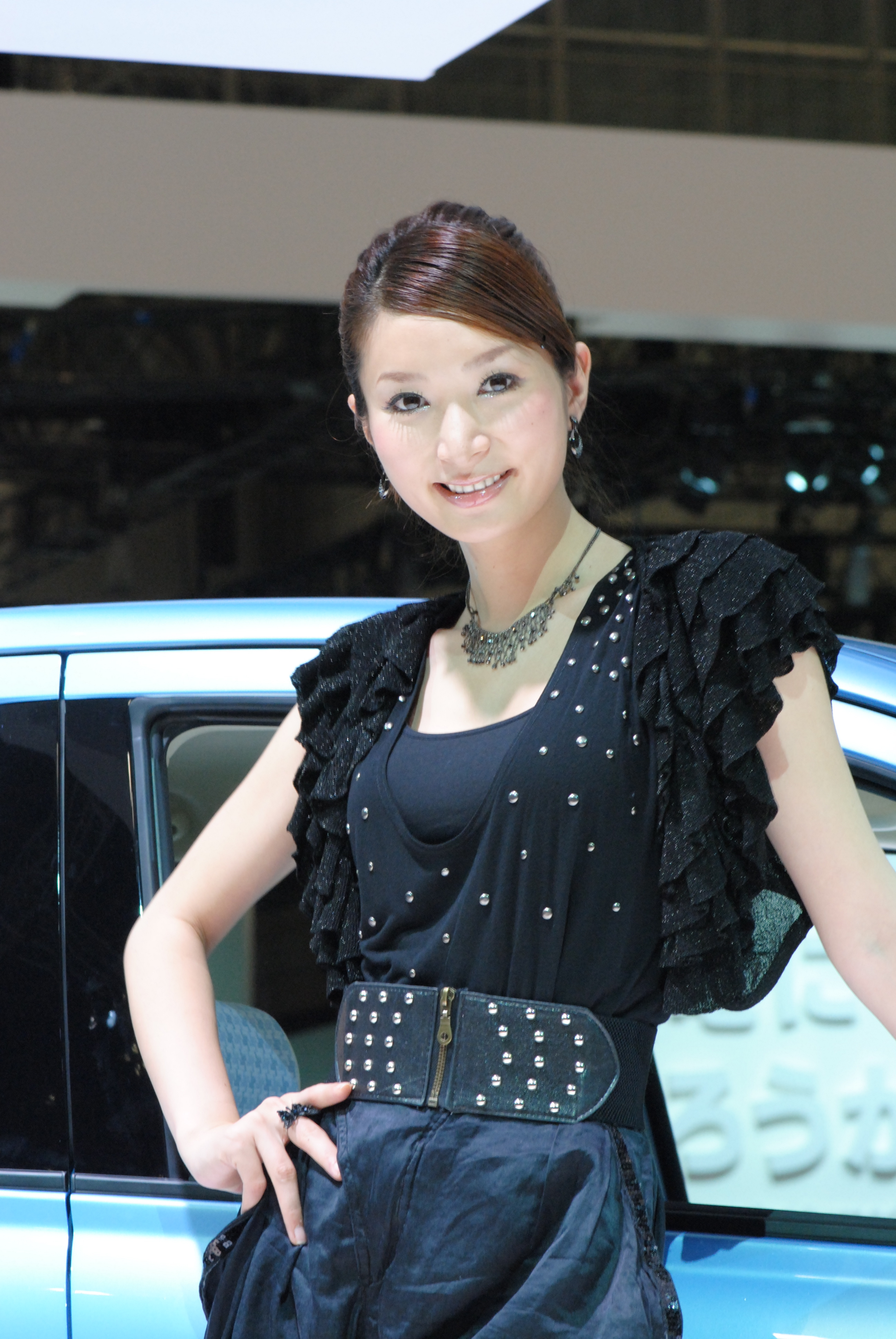
2009年にマレーシアラウンドのイメージガールを務めた柴田なな
（東京モーターショー2009にて）

2013年まで毎年6月中旬に行われていたマレーシア・セパンサーキット戦では、SUPER GT本体のイメージガールとは別に、マレーシア戦限定で活動するイメージガールユニットが存在しており、開催までの約1ヵ月間現地に滞在しPR活動を行っていた。
殆どの年でスタイルコーポレーション所属者がイメージガールを務めていたが、2009年と2010年はプラチナムプロダクション所属者が担当。さらに2011年からは日本人1名とマレーシアの女性による体制となった。
なお、2014年以降はタイ・ブリーラムのチャーン・インターナショナルサーキットで10月上旬にSUPER GTレースが開催されているが、タイ戦限定のイメージガールは設置されていない。

### 歴代メンバー
- 2004年「紅 KURENAI」（クレナイ）：堀内晶子、澄谷薫、青木美樹、山本渚
- 2005年「babes」（ベイブス）：小口亜紀、秋山まい、浅見薫
- 2006年「babes」：朝倉ひさみ、澄谷薫、小口亜紀
- 2007年「babes」：藍原ももよ（現：清宮百代）、小口亜紀
- 2008年「SUPER GT QUEEN」：黒沢琴美、佐々木綾美
- 2009年「SUPER GT QUEEN」：友稀サナ、柴田なな
- 2010年：新田梢恵、服部愛（いずれも同年のイメージガール「G☆RACE」メンバー）
- 2011年
  - SUPER GT QUEEN（日本）：佐々木綾美
  - SUPER GT PRINCESS（マレーシア）：ウェンリー・チャン[4]、ジレイン・ティン[5]
- 2012年：高橋としみ（日本）、ルーシャン・オー（マレーシア）[6]
- 2013年：桃川祐子（日本）、ジュリー・タン（マレーシア）[7]